# Tuz
Pour les articles homonymes, voir Tuz (homonymie).

Tuz, le diable de Tasmanie

Tuz était la mascotte de la conférence 2009 linux.conf.au. Elle a été choisie par Linus Torvalds, en remplacement de la mascotte Tux, comme logo de la version 2.6.29 du noyau Linux pour soutenir l'effort visant à sauver le diable de Tasmanie de l'extinction.